# Гурдон (Приморские Альпы)
Гурдо́н (фр. Gourdon) — старинная горная деревня и коммуна на юго-востоке Франции в регионе Прованс — Альпы — Лазурный берег, департамент Приморские Альпы, округ Грас, кантон Вальбонн. До марта 2015 года коммуна административно входила в состав упразднённого кантона Ле-Бар-сюр-Лу (округ Грас).
Площадь коммуны — 22,53 км², население — 437 человек (2006) с тенденцией к снижению: 416 человек (2012), плотность населения — 18,5 чел/км². 396 жителей (2013). Средняя высота — 758 метров над уровнем моря. Гурдон входит в список самых красивых деревень Франции.

## Население
Население коммуны в 2011 году составляло 413 человек, а в 2012 году — 416 человек.
| 1962 | 1968 | 1975 | 1982 | 1990 | 1999 | 2006 | 2011 | 2012 |
| ---- | ---- | ---- | ---- | ---- | ---- | ---- | ---- | ---- |
| 216  | 242  | 254  | 231  | 294  | 379  | 437  | 413  | 416  |

Динамика численности населения:

## Экономика
В 2010 году из 272 человек трудоспособного возраста (от 15 до 64 лет) 198 были экономически активными, 74 — неактивными (показатель активности 72,8 %, в 1999 году — 71,0 %). Из 198 активных трудоспособных жителей работали 183 человека (96 мужчин и 87 женщин), 15 числились безработными (7 мужчин и 8 женщин). Среди 74 трудоспособных неактивных граждан 15 были учениками либо студентами, 29 — пенсионерами, а ещё 30 — были неактивны в силу других причин.
На протяжении 2010 года в коммуне числилось 165 облагаемых налогом домохозяйств, в которых проживало 412,5 человек. При этом медиана доходов составила 21 тысяча 175 евро на одного налогоплательщика.

## Достопримечательности
Главная достопримечательность Гурдона — средневековый замок, который был построен Луи Ломбардом в XIII веке на фундаменте сарацинской крепости IX века. В 1610 году его подновили, а в 1950 — открыли для посещений. От сарацин в замке остались сводчатые потолки, от прованских сеньоров — круглые башни, огромные камины и высокие стены, от эпохи Возрождения — большие окна и красивые двери. В замке, который до 2011 года выполнял роль музея, хранилась отличная коллекция европейского и восточного средневекового оружия, доспехов, гобеленов, картин. Работы Рембрандта «Автопортрет», Анри Руссо. Из-за разногласий с местными властями владелец замка распродал экспонаты музеев замка на аукционе Christie’s. В настоящее время для посещения открыты только сады замка.
На окружающих замок террасах знаменитым Ленотром, создателем парка в Версале в XVIII веке разбиты сады.
Террасы обрываются на глубину 500 метров, прямо к Волчьему ущелью (фр. Gorges-du-Loup). Река Лу (фр. Loup) тысячелетиями пробивается сквозь мягкие известковые скалы, создав неповторимой красоты пейзажи. Наиболее красив сорокаметровый Каскад-де-Гурм.
Гурдон является одним из центров парфюмерии Лазурного Берега — он окружён полями, на которых культивируется горная лаванда.
В 1955 году Альфред Хичкок снимал в Гурдоне фильм «Поймать вора» с Грейс Келли и Кэри Грантом в главных ролях. Именно в это время Грейс Келли познакомилась с князем Монако Ренье . В результате чего она стала женой князя и получила титул «Принцесса Грейс».
История эта до сих пор привлекает в Гурдон массу туристов. Тщательно восстановленные старинные дома превращены в магазины, где продают всевозможную парфюмерию, местную керамику, изделия из художественного стекла.
Автомобилем в Гурдон надо ехать по дороге D 2085, свернув потом на D 3.

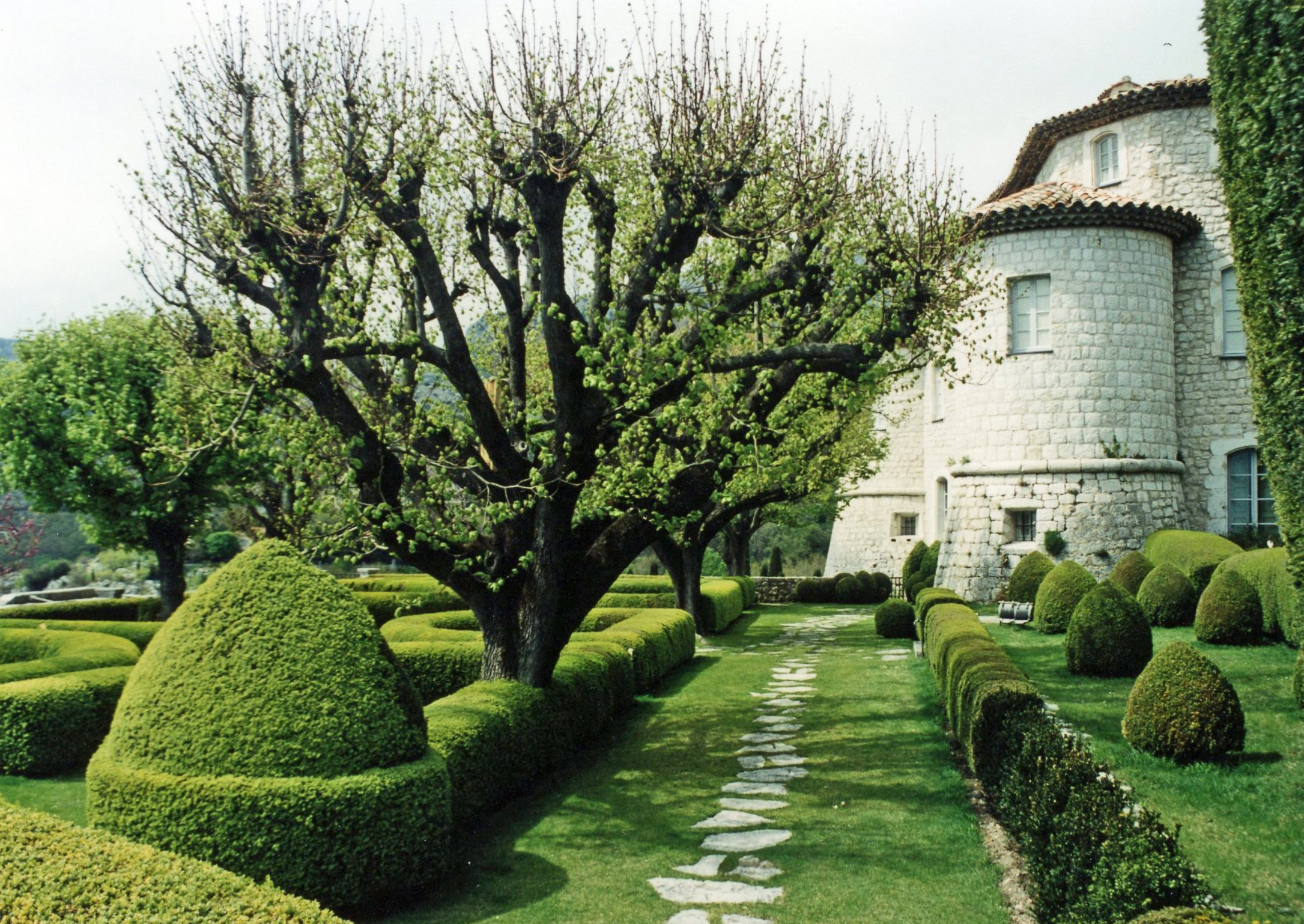
Шато Гурдон
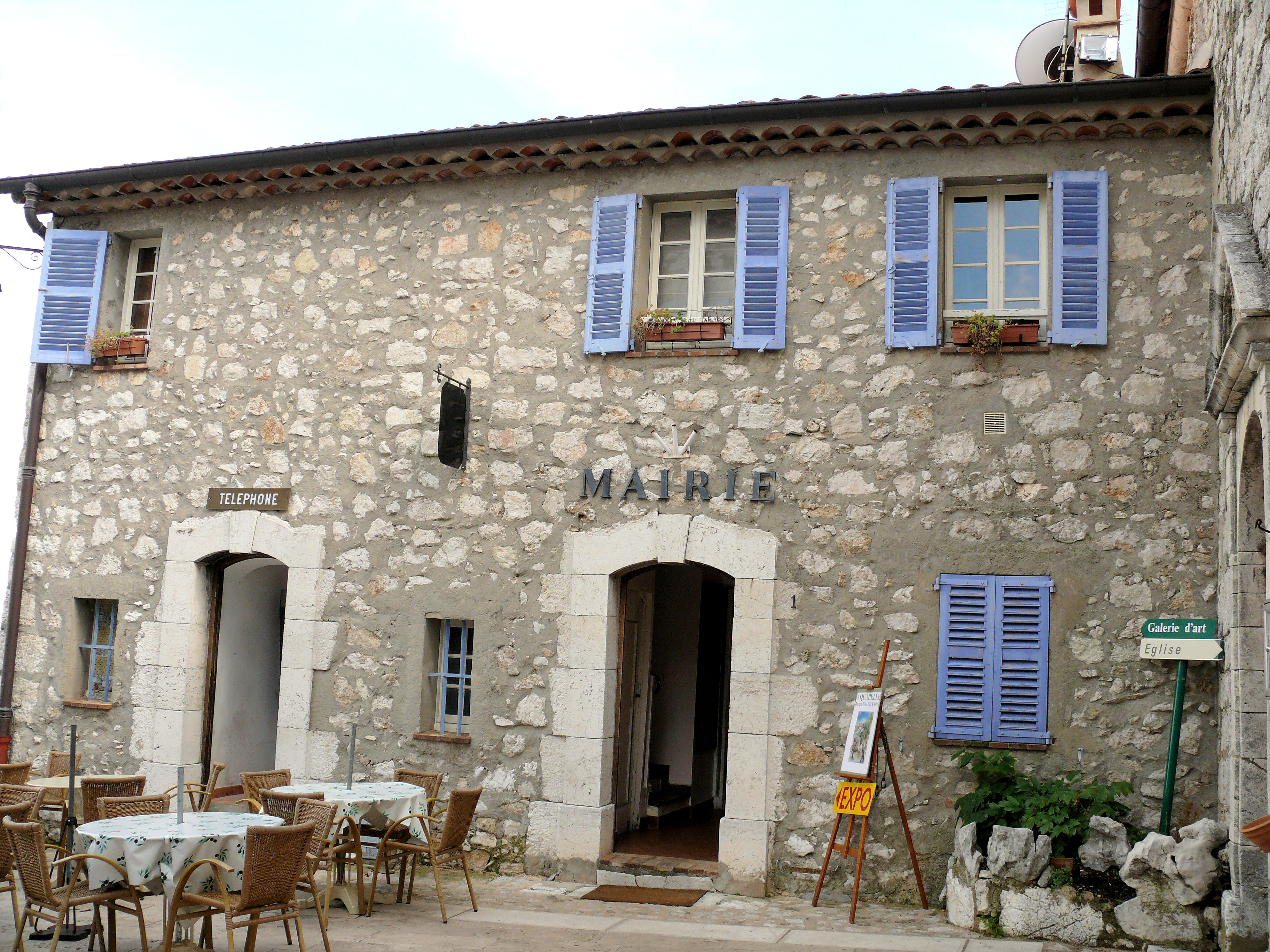
Здание мэрии
Вход
Каскад-де-Гурм